# Problema de muitos corpos
O problema de muitos corpos é um nome genérico para uma vasta categoria de problemas físicos relacionados com as propriedades de sistemas microscópicos feitos de um grande número de partículas interagindo.

## Exemplo clássico
Considere uma bola (corpo A) movendo-se em algum tipo de campo de força que pode ser espacialmente e temporalmente variável, mas que é desacoplado do movimento da esfera (isto é inalterado pela presença da bola). Se sabemos que a força na bola em cada ponto no espaço e no tempo, então podemos facilmente calcular a trajetória da bola, usando as leis de Newton. Esta situação é a de uma única partícula que se move num campo externo. Não importa que o campo é variável; contanto que a variação não depende da posição ou a velocidade de uma bola, o problema continua a ser fácil.
Agora adicione uma segunda bola (corpo B) para o problema, e, além disso, vamos anexar-lo para a primeira por através de uma mola. Numa separação bola igual ao comprimento natural da mola, não haverá força entre as bolas, mas, em geral, a mola irá ser esticada ou comprimida e assim bola A vai exercer uma força na bola B e vice-versa. O movimento das bolas ainda é descrito muito bem por leis clássicas do movimento de Newton, mas agora o movimento da bola A está intimamente ligado com o movimento da bola B. Ou seja, não se pode resolver as trajetórias da bola A e bola B separadamente: as equações de movimento são acoplados e devem ser resolvidas simultaneamente. Mas, com duas bolas (dois corpos) não é o problema. No entanto, se houver muitas bolas, então o problema torna-se rapidamente insolúvel. Deve-se ressaltar que as bolas ainda estão sujeitas a leis de Newton, mas a dificuldade de resolver as equações que resultam dessas leis aumenta rapidamente por causa do acoplamento. Esta é a essência do problema de muitos corpos.